# Oxyuranus scutellatus
El taipán de la costa (Oxyuranus scutellatus) es una especie de serpiente de la familia Elapidae. Se caracteriza por su gran envergadura (su longitud oscila entre los 2,5 y los 3 metros), su rapidez y la elevada toxicidad de su veneno, es considerado uno de los más devastadores del mundo. El nombre proviene del pueblo Taipan, originario de la Península del Cabo York, Queensland, Australia.

## Comportamiento
El taipán costero es principalmente diurno, siendo principalmente activo en la mañana, aunque puede llegar a ser nocturno en condiciones de clima cálido. Al cazar, parece buscar activamente la presa usando su visión bien desarrollada, y a menudo se mueve con la cabeza levemente erguida sobre el nivel del suelo. Una vez que detecta a la presa, la serpiente se detiene antes de lanzarse hacia delante y emitir varias picaduras rápidas. Después, la presa es liberada y la deja escapar. Esta estrategia minimiza la posibilidad de que la serpiente se vea perjudicada como represalia, en particular por las ratas, que pueden infligir daño letal con sus largos incisivos y garras. No es una serpiente de confrontación y trata de escapar de cualquier amenaza. Cuando está acorralada, sin embargo, puede llegar a ser muy agresiva y puede atacar repetidamente.

### Alimentación
Su dieta consiste principalmente de roedores, especialmente ratas y pequeños marsupiales de Australia.

## Veneno y toxicidad
Con una DL50 de 0,01 mg/kg, es 10 veces más poderoso que la Crotalus scutulatus y 20 veces más que el de la cobra.[cita requerida] (cita)
Aunque existe un antídoto, su veneno es tan letal que puede provocar la muerte de un ser humano en cuestión de minutos.
De todas las especies de taipán, la del interior (Oxyuranus microlepidotus), la más peligrosa, ubica a las taipanes en el primer lugar entre las serpientes terrestres más venenosas. La neurotoxicidad de su veneno es tal que una mordedura de esta serpiente podría causar la muerte de unos 125 hombres promedio.
Sin embargo, el veneno de la mamba negra produce la muerte a un ser humano en cuestión de segundos o minutos, mucho más rápido que el de la taipán de la costa. Esto ocurre porque el veneno de la mamba negra es más eficiente aun siendo menos venenoso, fluyendo por la corriente sanguínea, afectando a los órganos, principalmente el corazón y los pulmones, produciendo infartos y paro respiratorios en las víctimas. La mordedura de una mamba negra contiene suficiente veneno para matar unos 70 hombres promedio.

## Subespecies
Existe otra subespecie: el taipán de Papúa. 
- El taipán de Papúa (Oxyuranus scutellatus canni), nativo de la costa sudeste de Papúa Nueva Guinea. Mientras que el taipán de costa presenta un color pálido a pardo negro, con una línea lateral crema, el taipán de Papúa es negro a púrpura grisáceo, con tonos bronceados en su parte superior.